# A Day Without Rain
A Day Without Rain er det femte studiealbum af den irske musiker Enya. Det blev udgivet i 2000 og vandt en for Best New Age Album i 2002. Det er bedst kendt for sangen "Only Time" som blev en stor succes i 2000 og igen i 2001, da nummeret blev brugt af mange medier i forbindelse med terrorangrebet den 11. september 2001.
A Day Without Rain blev Enyas bedst sælgende album i karrieren og det femte mest solgte album i 2001. Det har solgt over 15 millioner eksemplarer.
Det er det bedst sælgende new age-album i 2000'erne i USA ifølge Nielsen SoundScan.

## Modtagelse
På Metacritic, som giver en normaliseret rating ud af 100 på basis af anmeldelser fra musikkritikere, modtog albummet en score på 41 hvilket indikerer "blandede gennemsnitlige anmeldelser" baseret på otte anmeldelser. Stephen Thompson fra The A.V. Club fandt det også for ens i forhold til Enyas tidligere album, som han mente var meget bedre end A Day Without Rain. I sin anmeldelse for The Village Voice, Robert Christgau beskrev han albummet som nonsens, "mere simpelt" end hendes gennembrudsalbum Watermark fra 1988.
I en positiv anmeldelse i Billboard magazine blev albummets produktion komplimenteret, og at eksperimentelle sange som "Only Time" og "Lazy Days" "ikke bare forfrisker den musikalske formel som stadig fungerer ekstremt godt, men også efterlader lytteren fornøjet nysgerrig i Enyas næste træk. People anbefalede det "mesterlige" album til en "regnvejrsdag" fordi Enyas karakteristiske lyd og rolige stemning.

## Kommerciel succes
A Day Without Rain blev Enyas bedst sælgende udgivelse i hendes karriere og det femte mest sælgende album på verdensplan i 2001. Det har solgt over 15 millioner eksemplarer.
Det var det bedst sælgende album i 2000'erne i USA ifølge Nielsen SoundScan.

## Singler
"Only Time" var udgivet første gang i november 2000 som en single. Det faldt sammen med udgivelsen af albummet. I 2001 blev "Only Time" udgivet igen i en remixet udgave. Nummeret blev remixet af Swiss American Federation (S.A.F.) (Christian B. og Marc Dold) med et endeligt remix af Enyas producer, Nicky Ryan. Enya donerede indtægterne fra salget til Uniform Firefighters Association's Widows' and Children's Fund for at hjælpe familier til brændmænd i efterdønningerne af terrorangrebet den 11. september 2001. Sangen blev også brugt på soundtracket til filmen Sweet November. "Only Time" er til dato Enyas største solohit i USA, hvor det toppede som #10 på Billboard Hot 100 og #1 på adult contemporary chart.
Wild Child blev udgivet som den anden single i Tyskland, Japan og Korea, singlen blev kun udgivet på Compact Disc; i Storbritannien blev den også udgivet på kassettebånd. "Wild Child" blev brugt i titelsekvensen til den japanske film Calmi Cuori Appassionati (2001). Eurodance musikduoen CJ Crew optog en uptempo dance-udgave af sangen, som var med på opsamlingsalbummet Dancemania Speed 10 (2002). Sangen nåede #10 på Billboard Adult Contemporary.
B-siden til "Wild Child" var "Midnight Blue", der oprindeligt var et instrumentalnummer, men som nu er blevet udvidet og vokal er blevet tilføjet. Denne version er nu titelnummeret på hendes album fra november 2008 And Winter Came....

## Spor
Alle tekster er skrevet af Roma Ryan, alt musik er komponeret af Enya.
| 1.  | "A Day Without Rain" (Instrumental) | 2:38 |
| 2.  | "Wild Child"                        | 3:47 |
| 3.  | "Only Time"                         | 3:38 |
| 4.  | "Tempus Vernum"                     | 2:24 |
| 5.  | "Deora Ar Mo Chroí"                 | 2:48 |
| 6.  | "Flora's Secret"                    | 4:07 |
| 7.  | "Fallen Embers"                     | 2:31 |
| 8.  | "Silver Inches" (Instrumental)      | 1:37 |
| 9.  | "Pilgrim"                           | 3:12 |
| 10. | "One by One"                        | 3:56 |
| 11. | "Lazy Days"                         | 3:42 |

| 1.  | "A Day Without Rain" (Instrumental) | 2:38 |
| 2.  | "Wild Child"                        | 3:47 |
| 3.  | "Only Time"                         | 3:38 |
| 4.  | "Tempus Vernum"                     | 2:24 |
| 5.  | "Deora Ar Mo Chroí"                 | 2:48 |
| 6.  | "Flora's Secret"                    | 4:07 |
| 7.  | "Fallen Embers"                     | 2:31 |
| 8.  | "Silver Inches" (Instrumental)      | 1:37 |
| 9.  | "Pilgrim"                           | 3:12 |
| 10. | "One by One"                        | 3:56 |
| 11. | "The First of Autumn"               | 3:10 |
| 12. | "Lazy Days"                         | 3:42 |
| 13. | "Isobella"                          | 4:29 |

1. 1 2

## Personel
- Enya – Instrumenter og vokaler (alle numre)
- Producer: Nicky Ryan
- Engineer: Nicky Ryan
- Mixing: Enya, Nicky Ryan
- Arrangers: Enya, Nicky Ryan

## Hitlister
| Hitliste                          | Placering |
| --------------------------------- | --------- |
| Australian ARIA Album Chart       | 4         |
| Austrian Albums Chart             | 1         |
| Belgian Albums Chart (Flanders)   | 9         |
| Belgian Albums Chart (Wallonia)   | 5         |
| Canadian Albums Chart             | 6         |
| Danish Albums Chart               | 5         |
| Dutch Albums Chart                | 2         |
| Finnish Albums Chart              | 29        |
| French SNEP Albums Chart          | 33        |
| German Media Control Albums Chart | 1         |
| Hungarian Albums Chart            | 15        |
| Irish Albums Chart                | 7         |
| Italian Albums Chart              | 6         |
| Japanese Oricon Albums Chart      | 4         |
| New Zealand Albums Chart          | 5         |
| Norwegian Albums Chart            | 12        |
| Swedish Albums Chart              | 4         |
| Swiss Albums Chart                | 2         |
| UK Albums Chart                   | 6         |
| US Billboard 200                  | 2         |

| Hitliste (2000)                 | Placering |
| ------------------------------- | --------- |
| Australian Albums Chart         | 66        |
| Belgian Albums Chart (Wallonia) | 71        |
| Dutch Albums Chart              | 82        |
| Italian Albums Chart            | 37        |
| Swiss Albums Chart              | 91        |
| Hitliste (2001)                 | Placering |
| Australian Albums Chart         | 62        |
| Austrian Albums Chart           | 4         |
| Belgian Albums Chart (Flanders) | 52        |
| Belgian Albums Chart (Wallonia) | 31        |
| Dutch Albums Chart              | 11        |
| Japanese Albums Chart           | 62        |
| Swiss Albums Chart              | 6         |
| US Billboard 200                | 8         |
| Hitliste (2002)                 | Placering |
| Austrian Albums Chart           | 36        |
| Dutch Albums Chart              | 19        |
| Swiss Albums Chart              | 66        |
| US Billboard 200                | 18        |